# Бобы с хамоном

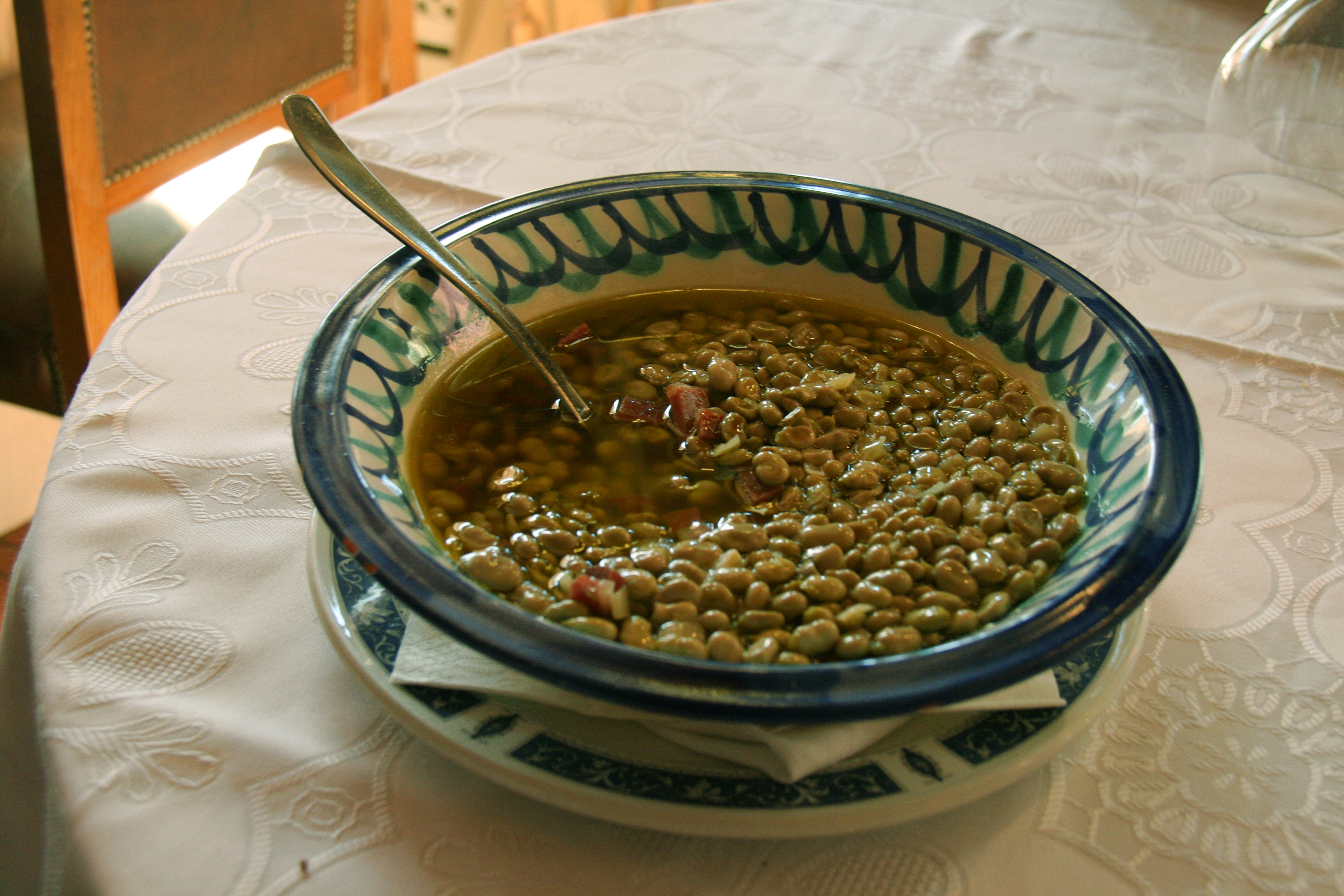
Бобы с хамоном

Бобы с хамоном (а́бас кон хамо́н, исп. habas con jamón) — типичное горячее блюдо андалусской кухни родом из провинции Гранада. Представляет собой тушенные в оливковом масле с репчатым луком и стружкой хамона свежие садовые бобы. Бобы в Гранаде произрастают в районе Вега-де-Гранада, а хамон производят в Тревелесе в районе Альпухарра-Гранадина.
Для приготовления тушёных бобов с хамоном сначала обжаривают в оливковом масле лук и чеснок, затем добавляют хамон и позднее закладывают бобы. Блюдо тушат до готовности, при необходимости добавляя воду. В некоторых рецептах в блюдо добавляют взбитое яйцо.